# David Oppenheim (musicista)
David Jerome Oppenheim (Detroit, 13 aprile 1922 – New York, 14 novembre 2007) è stato un clarinettista statunitense, nonché produttore televisivo e di musica classica.
Oppenheim ha diretto la divisione Masterworks della Columbia Records dal 1950 al 1959. Durante questo periodo ha lavorato con numerose figure importanti nel mondo della musica tra cui Igor Stravinsky, con il quale ha stretto un'amicizia, producendo in seguito per lui. Negli anni '60 ha lavorato per la società di produzione televisiva Robert Saudek Associates e ha lavorato come scrittore e produttore per la CBS dal 1962 al 1967. Il suo documentario del 1964 sul violoncellista Pablo Casals, Casals a 88 anni, ha vinto il Prix Italia. Preside della New York University School of the Arts (NYU) dal 1969 al 1991, nel 1985 è stato il principale architetto della Tisch School of the Arts. Uno dei suoi maggiori successi è stato lo sviluppo dei programmi artistici della NYU in una grande istituzione con corsi offerti in fotografia, cinema, teatro musicale, recitazione drammatica e scrittura.

## Biografia
Oppenheim nacque a Detroit nel 1922 da Louis Oppenheim e Julia Nurko Oppenheim. Suo padre possedeva un grande magazzino. Aveva un fratello, Stanley. All'età di 13 anni, alla morte di suo padre, lui e la sua famiglia si trasferirono a New York, dove trascorse la maggior parte della sua vita. Iniziò a suonare il clarinetto dopo questo trasferimento e all'età di 20 anni era considerato un musicista affermato. Ha frequentato la Juilliard e si è diplomato alla Eastman School of Music nel 1943. Durante la seconda guerra mondiale ha prestato servizio come artigliere anticarro.

## Carriera
Il Quintetto per clarinetto, 2 viole e 2 violoncelli (1950) di David Diamond fu scritto per Oppenheim e fu eseguito per la prima volta nel 1952. Nel corso degli anni '50 Oppenheim ha diretto la divisione Masterworks della Columbia Records, posizione che ha ricoperto fino al 1959. Ha registrato la Sonata per clarinetto di Leonard Bernstein, a lui dedicata. Altre registrazioni includono il Trio per clarinetto di Brahms, op. 114 con Casals ed Eugene Istomin al Festival di Prades del 1955 ed il Quintetto per clarinetto di Brahms, op. 115 e il Quintetto per clarinetto di Mozart, K. 581,con il Budapest String Quartet nel 1959. Sempre nel 1955 collabora con Stravinsky che dirige la sua "Histoire du soldat". I due divennero amici e in seguito Oppenheim produsse molti dei suoi lavori e documentari.
L'11 gennaio 1955 David Oppenheim assistette al debutto a New York del pianista canadese Glenn Gould. Fu così impressionato dalla performance che contattò il suo manager alla Columbia Records, che poi negoziò un contratto con Gould.
Negli anni '60 lavorò per la società di produzione televisiva di Robert Saudek e ha contribuito alla produzione di Leonard Bernstein and the New York Philharmonic. Ha prodotto la serie TV Omnibus e ha lavorato come scrittore e produttore per la CBS dal 1962 al 1967. Nel 1964, Oppenheim ha scritto, prodotto e diretto Casals at 88, un documentario sul violoncellista, che ha vinto il Prix Italia.
Oppenheim divenne il secondo preside della New York University Tisch School of the Arts, in servizio dal febbraio 1969 al 1991. Sotto il suo mandato la scuola si espanse da quattro dipartimenti a 16 e le iscrizioni salirono da 600 a 3.000 studenti. Nel 1985 ottenne una sovvenzione di 7,5 milioni di dollari dai fratelli Tisch, Laurence A. Tisch e Preston Robert Tisch, che contribuì a centralizzare la scuola in un unico luogo, un edificio di 12 piani al 721 Broadway. Oppenheim è stato l'architetto principale del progetto di ristrutturazione.

## Vita privata
Oppenheim ha avuto un'importante storia d'amore con il direttore d'orchestra e compositore Leonard Bernstein. Nel corso della vita si è poi sposato tre volte. Il suo primo matrimonio fu con l'attrice Judy Holliday, dal 1948 al 1957. Hanno avuto un figlio, Jonathan, che è diventato un montatore, tra i cui lavori figurano Paris Is Burning, Children Underground e Arguing the World. Il secondo matrimonio di Oppenheim (1957-1976) fu con Ellen Adler, figlia di Stella Adler. Ebbero una figlia, Sara, e un figlio, Thomas, che divenne presidente e direttore artistico di Stella Adler Studio of Acting. Ha sposato Patricia Jaffe nel 1987.
Oppenheim è morto a New York City nel 2007.